# Josef Priller
Josef "Pips" Priller (27. juli 1915 – 20. maj 1961) var et tysk flyver-es. Han blev berømt på grund af den offentlige omtale af hans angreb på tropperne på invasionskysterne på D-dag med sit og sin ledsagers Fw 190A-8 jagerfly. Denne handling blev først bragt til verdens opmærksomhed med bogen Den Længste Dag og filmen af samme navn. I modsætning til hvad man skulle tro, var Priller og hans ledsager Heinz Wodarczyk ikke de eneste fra Luftwaffe som angreb brohovedet den 6. juni 1944. En af Luftwaffes enheder med bombefly Kampfgeschwader 54 foretog adskillige angreb på de britiske brohoveder på D-dag.

## Tidlige liv
Priller blev født i Ingolstadt. Han kom ind i Luftwaffe i midten af 1930'erne.

## 2. Verdenskrig
Ved krigsudbruddet gjorde Priller tjeneste i en jagerenhed med betegnelsen I./JG 71, som blev omdøbt til II./JG 51, hvor han blev Staffelkapitän af 6./JG 51 snart efter. Han fik sine første sejre i luften i maj 1940 mod jagerfly fra RAF over Dunkerque, og ved udgangen af august var han oppe på 15. I oktober nåede Priller sin 20. nedskydning, hvilket førte til at han blev tildelt Jernkorset|Jernkorsets ridderkors. I november 1940 blev Prisser forflyttet som Staffelkapitän til 1./JG 26.
Mellem den 16. juni og den 11. juli 1941 nedskød han 19 RAF fly. Han fik egeløv til sit ridderkors i oktober 1941 for 41 sejre. Han var nu en kaptajn og han blev Gruppenkommandeur over III./JG 26 i december 1941, hvor han var nået op på 58 sejre. 163 cm høj, tætbygget og med en jovial karakter var Priller en populær leder blandt sine folk, og på trods af et ry for at svare sine overordnede igen udnyttede han dygtigt de begrænsede ressourcer i JG26 i Nordvesteuropa til at påføre RAF's overflyvninger med jagerfly i somrene 1941-1943 så store skader som muligt. Han noterede sin 70. nedskydning i maj 1942. Ved udgangen af 1942 havde Priller tilføjet yderligere 11 sejre til listen.
I januar 1943 blev Priller Geschwaderkommodore for JG 26. På daværende tidspunkt betød den voksende amerikanske bombeoffensiv et stigende pres på jagerflyene i vest, og JG 26's tab voksede alarmerende igennem 1943. Natten før invasionen i Normandiet drak Priller og hans ledsager sig fulde og angreb efterfølgende brohovedet meds de havde tømmermænd. Oberstløjtnant Priller nedskød sit 100. fly i juli 1944, (et USAAF B-24 bombefly). Nytårsdag 1945 anførte han JG 26 i det mislykkede masseangreb på allierede flyvepladser Operation Bodenplatte (en operation hvor hans langvarige makker Wodarczyk blev dræbt). Senere samme måned blev Priller udpeget til et stabsjob som inspektør af dagjagerne i øst.
Josef Priller fløj 1.307 kamp missioner og nedskød 101 fly. Alle hans sejre blev opnået på Vestfronten og omfattede 11 USAAF bombefly, 68 Spitfires (det højeste antal noget Luftwaffe es opnåede mod denne flytype),11 Hurricanes, 5 middeltunge bombefly og 5 USAAF jagere.

## Efter krigen
Efter krigen ledede "Pips" Priller et bryggeri. Han var en af adskillige deltagere i D-dag som vejledte filmfolkene ved optagelsen af filmen Den Længste Dag, hvor han blev spillet af Heinz Reincke.
Han døde pludseligt i 1961 af et hjerteanfald i Böbing, Oberbayern.

## Udmærkelser
- Verwundetenabzeichen i sort
- Frontflugspange i guld med bånd "300"
- Flugzeugführer- und Beobachterabzeichen)
- Jernkorsets Ridderkors 19. oktober 1940
- Jernkorsets ridderkors med egeløv 20. juli 1941
- Deutsches Kreuz i guld 9. december 1941
- Jernkorsets ridderkors med egeløv og sværd 2. juli 1944
- Omtalt to gange i Wehrmachtbericht